# (18823) Zachozer
(18823) Zachozer (1999 NS20) – planetoida z grupy pasa głównego asteroid okrążająca Słońce w ciągu 3,76 lat w średniej odległości 2,42 j.a. Odkryta 14 lipca 1999 roku.